# Кубинская революция
Куби́нская револю́ция (исп. Revolución cubana) — социальная революция, исходом которой стала ликвидация капиталистических социально-экономических отношений на Кубе и провозглашение Кубы «социалистическим государством». Началась как вооружённое восстание (партизанская война) Движения 26 июля и его союзников во главе с Фиделем Кастро против военной диктатуры Фульхенсио Батисты.
После свержения Батисты 1 января 1959 года и особенно после высадки подготовленного ЦРУ США контрреволюционного десанта в Заливе Кочинос и боёв на Плая-Хирон 14—19 апреля 1961 года революционное руководство Кубы заявило о «социалистическом характере» Кубинской революции, на Кубе начались экономические преобразования антикапиталистической, социалистической направленности, а страна постепенно вошла в орбиту влияния СССР.

## Причины и предпосылки

### Социально-экономическая ситуация
В начале 1950-х годов Куба находилась, по утверждению Пола Барана, в «типично колониальной» зависимости от США. Американский капитал контролировал почти 70 % экономики островного государства, включая 43 % железных дорог, 90 % электрических и телефонных компаний, 90 % горнодобывающей промышленности, 80 % коммунальных предприятий, 80 % потребления горючего, 50 % сферы обслуживания, 50 % посевов сахара и 40 % сахарных заводов (причём произведённый американскими компаниями на Кубе сахар закупался в США как американский, то есть по субсидируемым правительством ценам, которые были выше мировых) . Кубинская экономика полностью зависела от одного продукта — сахарного тростника (его доля в кубинском экспорте составляла 80,1 %), что делало её крайне уязвимой для кризисов. Вместе с этим, имея очень благоприятный для сельского хозяйства климат, Куба была крупнейшим импортёром американского продовольствия — на его импорт уходило 20-25 % от стоимости всего импорта. Импортировалось 29 % всех продуктов питания, включая 60 % зерновых, 80 % фруктовых консервов, 78 % рыбных консервов, 43 % сладостей, 70 % шоколада, 72 % говядины. При этом по кубинско-американскому соглашению от 24 августа 1934 года, подписанному под давлением США, Куба снизила таможенные пошлины для 400 наименований американских товаров на 20—60 % (США же снизили свои пошлины на 40—50 % только для 10 наименований кубинских товаров, для остальных пошлина была снижена лишь на 20 %), причём Куба согласно этому соглашению не имела права пересматривать свои тарифы без согласия США.
46 % обрабатываемой земли в стране принадлежало латифундистам, которые, между тем, составляли лишь 7,5 % от общего числа землевладельцев (причём 36,1 % земли владели 0,5 % землевладельцев). Только 10 % земли, принадлежавшей латифундистам, обрабатывалось, специально, чтобы препятствовать развитию внутреннего рынка и диверсификации кубинской экономики и, таким образом, делать Кубу зависимой от американского импорта.
В самом тяжёлом положении находились рабочие, занятые на сахарных плантациях и заводах, имевшие возможность найти работу только в сезон уборки сахарного тростника, составлявший 3-4 месяца в году, а также крестьяне-арендаторы и издольщики — их доходов не хватало ни на полноценное питание, ни на жильё. 80 % сельского населения Кубы жило в хижинах и лачугах, а из-за хронического недоедания и антисанитарии постоянно страдало от таких болезней, как туберкулёз и тропическая лихорадка. Между тем система здравоохранения в стране фактически отсутствовала — в стране было всего 7200 врачей и 28236 больничных коек, из которых соответственно 63 % и 51 % приходились на столицу, а из 336 больниц и клиник 239 были частными, причём лишь 47 из них были расположены в сельской местности, в результате чего доступа к медицинской помощи не имело 86,4 % сельского населения. Из-за этого на Кубе была высокая детская смертность и низкая продолжительность жизни. По разным данным, от 37,5 до 50 % населения страны было неграмотно, причём росло как абсолютное число неграмотных, так и их доля в населении страны — если в 1943 году неграмотны были 22 % кубинцев старше 10 лет, то в 1953 году уже 23 %. Доля детей школьного возраста, не посещавших школу, составляла от 50 до 64 % (в сельской местности — 70 %) и не изменялась с 1902 года, при этом недостатка в учителях Куба не испытывала — напротив, в стране было 9 тысяч безработных учителей. Высшее же образование, хоть и находилось в руках государства, было малодоступным для населения из-за своей высокой стоимости, поэтому в стране было всего лишь 20905 студентов, 18379 из которых — в Гаване.
После прихода к власти Батисты Куба начала в интересах спекулянтов и ради стабилизации мирового рынка сахара проводить политику одностороннего сокращения производства сахара, подписав в 1953 году в Лондоне Международную конвенцию по сахару. В результате доля Кубы в мировом производстве сахара упала с 15,7 % в 1951 году до 12,2 % в 1958 году, что привело к серьёзному падению покупательной способности кубинского песо и росту цен на все товары. Помимо этого, Батиста активно привлекал в страну иностранный (главным образом, американский) капитал. С этой целью началась реализация так называемого «плана Траслоу», разработанного ещё в 1950 году миссией представлявшего интересы монополий США Международного банка реконструкции и развития во главе с американским экономистом Фрэнсисом Адамсом Траслоу. «План Траслоу» предполагал усиление ориентации кубинской экономики на рынок США, одностороннее развитие сельского хозяйства при отказе от модернизации промышленности, закрытие принадлежавших кубинскому капиталу мелких и средних сахарных сентралей (оставшиеся — крупные — принадлежали в основном американским монополиям) , а также снижение заработной платы и жёсткие ограничения деятельности профсоюзов. Также сразу после прихода к власти Батиста объявил о временном запрете на забой скота, что нанесло огромный ущерб кубинскому скотоводству и укрепило позиции на кубинском рынке скотоводческих фирм США. Одновременно с этим американской скотоводческой монополии «Кинг ренч» была предоставлена концессия на более чем 14 тысяч га земли. В 1955 году под давлением США правительство Батисты уменьшило посевы риса, чтобы покупать дорогой американский рис. Монополиям США было предоставлено множество крупных концессий по добыче полезных ископаемых, также правительство предоставило полную свободу действий американским компаниям, контролировавшим электроэнергетику и телефонную связь в стране, после чего тарифы на электричество и телефонную связь на Кубе стали самыми высокими в мире. Текстиль для военной, морской и полицейской формы правительство Батисты в 1955 закупило в США, хотя он производился и на Кубе (и закупки его на Кубе требовали даже официальные проправительственные профсоюзы), что привело к падению производства к кубинской текстильной промышленности. Бухта Нипе была передана в бесконтрольное использование американской компании «Моа майнинг Ко». Компания создала там свой собственный таможенный пост и получила возможность ввозить на Кубу что угодно.
Экономическая политика Батисты привела к дальнейшему обезземеливанию и так бедных крестьян, концентрации земли в руках американских компаний, а также падению заработных плат во всех секторах экономики. В 1958 году безработица на Кубе достигла (по официальным данным) 40 % (что в 2-3 раза превышало уровень безработицы в западных странах во время Великой депрессии), причём официальная статистика не учитывала в качестве безработных вышеупомянутых сельскохозяйственных рабочих, 65 % из которых могли найти работу только 3-4 месяца в году. Из-за высокого уровня конкуренции за рабочие места на промышленных предприятиях появилась практика их купли-продажи — устроиться на предприятие можно было лишь купив рабочее место у своего предшественника (цена могла доходить до тысячи долларов), а при уходе с работы, место, наоборот, можно было продать, при этом, поскольку у безработных, как правило, не было денег на покупку мест, они были вынуждены брать деньги у ростовщиков и, помимо тяжёлых условий труда за маленькую зарплату, оказывались ещё и в долговой кабале. Обнищание широких слоёв населения и усиление зависимости страны от иностранцев вкупе с чрезвычайно высоким уровнем безработицы заложили основу для социального взрыва и свержения Батисты.

### Политическая система
В результате государственного переворота 10 марта 1952 года к власти на Кубе пришёл профессиональный военный Фульхенсио Батиста, уже правивший страной с 1933 по 1944 годы, который установил в стране военно-полицейскую диктатуру. Военный переворот произошёл в условиях, когда буржуазные политические партии Кубы потеряли своё влияние на массы. Так называемые традиционные политические партии, выражавшие интересы крупной буржуазии — Либеральная и Демократическая — потеряли своё влияние ещё во время Второй мировой войны, когда на волне глобального противостояния фашизму на Кубе начался бурный рост демократических и антиимпериалистических настроений. В этих условиях стала стремительно набирать популярность Кубинская революционная партия, более известная как Аутентики, чья программа отражала настроения кубинской мелкой буржуазии и интеллигенции, стремившихся к экономической независимости страны. Аутентики выступали против засилья иностранного капитала на Кубе, декларировали стремление к экономической и политической независимости страны и социальной справедливости, не предлагая, впрочем, никакого конкретного пути достижения этих целей, более того, они прямо подчёркивали, что не собираются осуществлять политику конфискаций иностранной собственности, которую они называли «демагогической». В сфере трудовых отношений программа аутентиков была также двойственной — обещая улучшение условий труда, введение минимальной заработной платы и ликвидацию безработицы, аутентики, меж тем, декларировали общность интересов труда и капитала (причём различий между кубинским капиталом и иностранным в этом пункте программы аутентиков не делалось), чьё сотрудничество должно было обеспечивать государство. На кубинский рабочий класс большим влиянием обладала коммунистическая Народно-социалистическая партия Кубы, вышедшая из подполья в 1938 году и уже через год получившая на выборах 6 мест в конституционном собрании из 76. На 1946 год НСП насчитывала 87 тысяч членов и ещё 150 тысяч сторонников. Коммунисты обладали большим влиянием на кубинские профсоюзы, объединившиеся в 1939 году в Конфедерацию трудящихся Кубы .
В 1939—1940 годах была принята новая конституция, гарантировавшая свободу слова и собраний, а также предусматривавшая ликвидацию латифундий и иностранных монополий на Кубе. В 1944 году в стране прошли президентские выборы, на которых победил кандидант от аутентиков Рамон Грау Сан-Мартин. Поначалу правительство Грау декларировало стремление не покушаться на независимость профсоюзного движения, однако уже в том же году, после того, как американец Дайтон Хеджес, владелец текстильной фабрики в Бауте, в нарушение закона о минимальной заработной плате отказался повышать её, правительство аутентиков заняло сторону Хеджеса, позволив ему уволить объявивших забастовку рабочих и разогнав рабочие пикеты с помощью войск. Со второй половины 1946 года правительство аутентиков стало потворствовать террористическим актам против Народно-социалистической партии и других прогрессивных организаций. Так, в июле 1946 года в здании радиостанции НСПК «Миль Диес» взорвалась бомба, однако никакого расследования проведено не было. 20 января 1947 года был совершён террористический акт на советской фотовыставке «Москва», проходившей в помещении Капитолия, однако в мае того же года террорист, несмотря на неопровержимые доказательства вины и признание, был оправдан.

## Возникновение антибатистовского революционного движения
Переворот Батисты вызвал недовольство в среде прогрессивно настроенной молодёжи, наиболее радикальную группу которой возглавил молодой адвокат и начинающий политический деятель Фидель Кастро. Изначально группа состояла из шести человек, издававших на подержанном ротаторе газету «Акусадор» (с исп. acusador — обвинитель) . Затем группа раздобыла два радиопередатчика для подпольного радиовещания, однако передатчики были слабыми и могли охватить только очень небольшую площадь. 15 августа 1952 вся группа Кастро, увеличившаяся до семи человек, была (за исключением самого Кастро) арестована кубинской военной разведкой СИМ, однако вскоре их отпустили на свободу, изъяв весь тираж газеты и разбив ротатор и передатчики.
Перед атакой на казармы Монкада революционная организация насчитывала около 1500 активистов, большинство которых объединяли наиболее крупные ячейки в провинциях Гавана, Орьенте и Пинар-дель-Рио.
26 июля 1953 группа из 165 повстанцев, рассчитывая на поддержку широких масс, во главе с Фиделем Кастро выступила на штурм укрепленной казармы Монкада в Сантьяго-де-Куба. После двухчасового сражения революционеры потерпели поражение, многие были убиты, а остальные арестованы. Попытка второй группы из 27 человек атаковать казармы в городе Баямо также провалилась.
21 сентября 1953 года начался суд, на процессе Фидель Кастро защищал себя сам, отказавшись от адвоката, и произнёс свою знаменитую речь «История меня оправдает!». Хотя все подсудимые получили длительные сроки заключения (Фидель Кастро был приговорен к 15 годам), под давлением общественности Батисте пришлось спустя 2 года амнистировать повстанцев.
Братья Кастро и около ста их сторонников эмигрировали в Мексику, где они не оставили планов по свержению диктатуры Батисты и начали создавать организацию для будущего революционного выступления — «Движение 26 июля» (М-26). В Мексике, к тому времени традиционном оплоте латиноамериканских революционеров, произошла встреча Кастро и Эрнесто «Че» Гевары, который вступил в ряды М-26.
Незадолго до начала экспедиции на Кубу два активиста М-26 (Педро Мирет и Энио Лейва) были арестованы мексиканской полицией в Мехико. В тайнике в их доме были найдены 4 винтовки с оптическими прицелами, 3 пистолета-пулемета «Томпсон», 17 пистолетов и другое оружие. Так в составе экспедиции на Кубу оказалось не 84 человека (как планировалось изначально), а 82.
Перед началом экспедиции были предприняты усилия по дезорганизации системы управления кубинских спецслужб и вооружённых сил: 28 октября 1956 года в гаванском кабаре «Монмартр» был убит начальник кубинской военной разведки полковник А. Бланко Рихо. Несколько позднее в Гаване было организовано покушение на личного адъютанта Батисты, но оно потерпело неудачу.

## Ход боевых действий

### Высадка в Орьенте
2 декабря 1956 года с яхты «Гранма» у селения Белик в районе Лос-Колорадос провинции Орьенте высадился отряд из 82 повстанцев. Из-за шторма высадка десанта задержалась на два дня, поэтому восстание, поднятое 30 ноября 1956 под руководством Франка Паиса в Сантьяго-де-Куба, было быстро подавлено правительственными силами.
Три дня спустя в районе Алегрия-дель-Рио отряд был обнаружен правительственными войсками и лишь чудом избежал полного уничтожения. Погибло двое участников высадки. Разделившись на мелкие группы, повстанцы сумели с боями достичь горного массива Сьерра-Маэстра и закрепиться там.

### Партизанская война

#### 1957 год
16 января 1957 года повстанцы успешно провели первую наступательную операцию — атаковали военный пост в устье реки Ла-Плата. Потери противника составили 2 убитых, 5 раненых и 3 пленных, повстанцы потерь не имели. Раненым солдатам была оказана медицинская помощь, а после сбора трофеев их и пленных отпустили.
- 22 января 1957 повстанцы атаковали из засады и разгромили маршевую колонну правительственных войск при Льянос-дель-Инфьерно.
- 17 февраля 1957 года в Сьерра-Маэстро Фидель Кастро дал своё первое интервью корреспонденту американской газеты «The New York Times».

В течение первых трёх месяцев положение революционеров оставалось критическим, однако им удалось завоевать доверие обитателей региона, увеличить свою численность и провести несколько успешных операций против местных сил армии и полиции. Несколько позднее Кастро удалось установить связь с подпольной организацией M-26, действовавшей в Сантьяго-де-Куба и Гаване.
В середине марта 1957 года повстанцы Фиделя Кастро получили от Франка Паиса подкрепление — отряд из 50 добровольцев, что увеличило их силы почти вдвое.
В 1957 году «Движение 26 июля», «Революционный директорат 13 марта» и Народно-социалистическая партия распространили боевые действия на новые территории, были образованы фронты в горах Эскамбрай, Сьерра-дель-Кристаль и в районе Баракоа.
Помимо ведения боевых действий в сельской местности М-26 с помощью сочувствующих элементов в студенческой среде и вооружённых силах организовала несколько выступлений в городах, которые, впрочем, не оказали существенного влияния на ход боевых действий.
- 13 марта 1957 года члены «Революционного директората» атаковали президентский дворец и одну из радиостанций; большинство нападавших погибли в бою с полицией и армейскими частями, но это событие имело значительный общественный резонанс[51].
- 5 сентября 1957 года было поднято восстание в городе Сьенфуэгос, повстанцы захватили штаб военно-морских сил в Кайо-Локо, оружие, но затем выступление было подавлено.

В сельской местности события развивались более успешно, повстанцы нанесли ряд ударов по правительственным силам:
- 28 мая 1957 года повстанцы одержали победу при Уверо, захватив армейские казармы. Повстанцы потеряли 7 человек убитыми и 8 ранеными, противник — 19 убитыми и 14 ранеными;
- 27 июля 1957 года повстанцы одержали победу при Эстрада-Пальме;
- 31 июля 1957 года повстанцы одержали победу при Буэйсито;
- 2 августа 1957 года повстанцы одержали победу при Омбрито;
- 20 августа 1957 года повстанцы одержали победу при Пальма-Моче;
- 17 сентября 1957 года повстанцы одержали победу при Пино-дель-Агуа;
- 2 ноября 1957 года повстанцы одержали победу при Майроне;
- 6 декабря 1957 года повстанцы одержали победу при Эль-Сальто;
- 24 декабря 1957 года повстанцы одержали победу при Чапоре.

В июле 1957 года прямой контакт с Фиделем Кастро установили представители «умеренной» оппозиции Батисте: в Сьерра-Маэстру прибыли Фелипе Пасос и лидер партии «ортодоксов» Рауль Чибас, с которыми был подписан манифест об образовании «Революционного гражданского фронта». Манифест требовал ухода в отставку Фульхенсио Батисты, назначение временного президента (на этот пост претендовал Фелипе Пасос), проведения всеобщих выборов и аграрной реформы.
12 июля 1957 года Фидель Кастро озвучил «Манифест об основах аграрной реформы», после чего поддержка повстанцев со стороны крестьян существенно усилилась. Определенную пользу повстанцам принесло то обстоятельство, что правительство Батисты в этот период времени находилось в натянутых отношениях с США — основным экономическим партнёром и военным поставщиком Кубы того времени.
10 ноября 1957 года Элой Гутьеррес Менойо основал Второй национальный фронт Эскамбрая.

#### 1958—1959 годы

Флаг «Движения 26-го июля»

В январе 1958 года повстанцы начали издание подпольной газеты «Эль кубано либре» («Свободный кубинец»).
В начале 1958 года колонна из 50 повстанцев во главе с Фиделем Кастро совершила переход в горный массив Сьерра-дель-Кристаль, где был открыт «второй восточный фронт Франк Паис».
6 февраля 1958 года в заливе Нуэвитас с яхты «Скейпед» на побережье Кубы высадился отряд «Революционного директората 13 марта», который после пятидневного перехода развернул партизанское движение Второго национального фронта в горах Эскамбрай.
24 февраля 1958 года начала вещание подпольная радиостанция повстанцев — «Радио Ребельде» (Radio Rebelde).
30 марта повстанцы атаковали и захватили аэродром Моа, в этот же день на полевой аэродром у Сьенагилья (в Сьерра Маэстро) приземлился первый самолёт военно-воздушных сил повстанцев — C-46, который доставил 12 бойцов и партию оружия.
24 мая 1958 года правительственные войска предприняли попытку переломить ход войны, начав «генеральное наступление» на Сьерра-Маэстра (Operation Verano), в котором приняли участие 12 пехотных батальонов, один артиллерийский и один танковый батальон (14 тыс. военнослужащих).
11—21 июля 1958 года состоялось одно из самых крупных и ожесточенных сражений — бой при Эль-Хигуэ, в котором повстанцы окружили и вынудили капитулировать пехотный батальон под командованием майора Кеведо (впоследствии офицер перешел на сторону повстанцев).
28—30 июля 1958 года в сражении у Санто-Доминго была разгромлена крупная группировка правительственных войск, два батальона понесли серьёзные потери — до 1000 убитыми (по американским данным — 231 погибший) и более 400 пленными и перебежчиками, а повстанцы захватили самые большие с начала войны трофеи: 2 лёгких танка, 10 минометов, 2 базуки, более 30 пулемётов, 142 полуавтоматических винтовок «гаранд», более 200 магазинных винтовок, 100 тыс. патронов, 3 радиопередатчика и 14 УКВ-радиостанций «PRC-10» .
С лета 1958 года стратегическая инициатива перешла на сторону революционеров. В конце августа две колонны повстанцев (около 200 бойцов) под командованием Эрнесто Че Гевары и Камило Сьенфуэгоса спустились с гор, пересекли с боями провинцию Камагуэй и вышли к провинции Лас-Вильяс.
В октябре 1958 года активизировались переговоры повстанцев с представителями политической оппозиции Батисте (в конечном итоге по результатам этих переговоров 1 декабря 1958 года в селении Педреро был подписан «Пакт Педреро», устанавливавший формы сотрудничества) .
Новое наступление повстанцев началось на всех фронтах во второй половине октября 1958 года, под их контролем практически целиком оказались провинции Орьенте и Лас-Вильяс. В конце ноября 1958 года решающие бои развернулись на западе.
16 декабря 1958 года повстанцы окружили город Фоменто с населением около 10 тысяч человек, и после двухдневных боев правительственный гарнизон прекратил сопротивление. Повстанцы взяли в плен 141 солдата и захватили значительное количество оружия и военного снаряжения.
21 декабря 1958 года повстанцы атаковали и после упорных боев заняли город Кабайгуан с населением в 18 тысяч человек.
22 декабря 1958 года начались бои за город Пласетас с населением около 30 тысяч жителей.
25 декабря 1958 года с боями были заняты город Ремедиос и порт Кайбариен.
27 декабря 1958 года отряды Повстанческой армии во главе с Че Геварой начали наступление на город Санта-Клара, сражение за который продолжалось до 1 января 1959 года.
31 декабря 1958 года главнокомандующий вооружёнными силами Кубы генерал Франсиско Табернилья доложил Фульхенсио Батисте, что армия полностью утратила боеспособность и не сможет остановить наступление повстанцев на Гавану. В этот же день Батиста и 124 других функционера покинули остров, оставленная ими администрация фактически прекратила своё существование.
1 января 1959 года повстанческие войска вошли в Сантьяго и Гавану, 8 января в столицу торжественно прибыл Фидель Кастро.

## Революционные преобразования
После свержения Батисты было сформировано временное правительство, в котором поначалу преобладали умеренные оппозиционные партии, однако уже 16 февраля пост премьер-министра занял Фидель Кастро. Временное правительство распустило созданные Батистой конгресс и местные органы власти, а также репрессивные органы, включая Бюро по борьбе с коммунистической деятельностью. Также была проведена чистка госаппарата от приспешников Батисты и конфискация их имущества на общую сумму в 400 миллионов песо.
В начале 1959 года были снижены плата за жильё (на 30 %, а для семей с низким доходом — в два раза), электричество (на треть), газ, телефон (на треть) и медицинское обслуживание. Также была повышена заработная плата низкооплачиваемым работникам и введены пенсии по нетрудоспособности. Помимо этого, правительство начало строительство дешёвого жилья для рабочих, что также помогло сократить безработицу.
Также была начата реформа системы образования, развёрнута борьба с неграмотностью, открыто 10 тысяч начальных школ. За 1959 год на Кубе открылось столько же первых классов школ, сколько всего открылось за предыдущие 50 лет.
В марте 1959 года была создана правительственная комиссия по пересмотру контрактов с американскими монополиями. Так, Американская телефонная компания и Американская электрическая компания были вынуждены снизить цены на треть. Ряд контрактов был и вовсе аннулирован. Также были увеличены налоги на капитал, установлен контроль над деятельностью иностранных банков.
17 мая 1959 года был принят закон об аграрной реформе, согласно которому кому бы то ни было было запрещено владеть более чем 402,6 гектарами земли. Для крестьянской семьи из 5 человек был установлен «жизненный минимум» в 27 гектаров, который государство обязалось предоставлять бесплатно. Также государство предоставляло дешёвый кредит для создания сельскохозяйственных кооперативов. Были запрещены аренда на основе натуральной оплаты и субаренда, а также владение землёй иностранцами. Экспроприации подлежали 4423 крупных владения, их владельцы в качестве компенсации получали 4,5-процентные облигации с 20-летним сроком покрытия. Во избежание спада производства, для рисовых и наиболее рентабельных сахарных плантаций максимум владения был установлен в 1320 гектаров. Реформа должна была дать примерно двум с половиной миллионам крестьян свыше 3 миллионов гектаров земли. Закон вступил в силу 3 июня 1959 года, и его исполнение сразу же столкнулось с противодействием со стороны правого крыла революционеров. Представлявший его интересы временный президент Мануэль Уррутия выступил против аграрной реформы и отказался подписывать декреты о её проведении. К середине июля слухи о кризисе в правительстве дошли до крестьян и рабочих, которые требовали проведения аграрной реформы. Ассоциация рабочих сахарных плантаций призвала к отставке тех, кто саботировал реформы. 17 июля Фидель Кастро в своей речи обвинил Уррутию в противодействии аграрной реформе и объявил о своей отставке. В этот же день в отставку был вынужден подать и Уррутия. Новый временный президент Освальдо Дортикос отказался принять отставку Кастро и выразил надежду, что тот останется на посту. 26 июля, в годовщину штурма Монкады, в Гаване состоялась демонстрация, в которой участвовали 1 миллион 200 тысяч человек, 500 тысяч из которых были крестьянами, со всех концов страны. Демонстранты требовали возвращения Фиделя Кастро на пост премьер-министра. После демонстрации состоялся митинг, на котором Кастро заявил, что теперь «мы неуклонно будем продвигаться вперёд, всегда опираясь на бедняков», после чего сообщил о возвращении на пост. В результате аграрной реформы было произведено перераспределение земель сельскохозяйственного назначения: 60 % получили крестьяне, 40 % перешло в государственный сектор.
В несколько этапов была произведена национализация банков, кредитно-финансовых организаций и промышленных предприятий:
- 6 августа 1960 года были национализированы телефонная компания «Кубан тэлэфон компани» (дочернее предприятие американской корпорации ИТТ), 3 нефтеперерабатывающих завода и 21 сахарный завод[70];
- 17 сентября 1960 года были национализированы кубинские банки и 382 крупнейших промышленных и торговых предприятий, большинство которых принадлежали сторонникам Батисты и иностранным компаниям[70];
- 14 октября 1960 года была проведена городская реформа — национализирован жилищный фонд[62], началось расселение кубинцев в дома и квартиры, ранее принадлежавшие иностранцам;
- 24 октября 1960 года были национализированы ещё 166 предприятий, принадлежавшие американским компаниям[70].

В общей сложности в результате проведённых реформ убытки 979 американских компаний и корпораций составили около 1 млрд долларов прямых капиталовложений, до 2 млн гектаров земель сельскохозяйственного назначения, 3 нефтеперерабатывающих и 36 сахарных заводов, значительное количество торгово-промышленных объектов и иной недвижимости.

### Ликвидация неграмотности
Уже в марте 1959 года в министерстве просвещения была создана комиссия по распространению грамотности. В течение двух лет в стране было организовано 844 центра по ликвидации неграмотности, обучивших грамоте 19 тысяч человек . Всего за первые два года после революции около 100 тысяч человек было обучено грамоте .
Однако революционные власти не устраивали такие темпы, так как ими можно было полностью ликвидировать неграмотность лишь за 15—20 лет. Из-за серьёзной нехватки учителей ликвидировать неграмотность быстрее можно было, только привлекая к процессу широкие народные массы. 29 августа 1960 года Фидель Кастро заявил о намерении ликвидировать неграмотность в стране в течение следующего года. Старт кампании был дан 31 декабря 1960 года. 1961 год был объявлен «годом просвещения». Для руководства кампанией была создана Национальная комиссия по борьбе с неграмотностью. Первичной организацией сначала была ячейка, состоявшая из учителя («альфабетизатора») и одного или нескольких неграмотных. Затем были созданы отряды по 25 альфабетизаторов и 50 учеников. На ликвидацию неграмотности было потрачено 13 миллионов песо, помимо этого материальную помощь оказывали трудящиеся, профсоюзы, а также СССР и другие страны Восточного блока.
В январе 1961 года первые три тысячи альфабетизаторов, пройдя специальные курсы подготовки, отбыли в сельские районы. Практически сразу же кампания столкнулась с противодействием со стороны  контрреволюции. Так, 5 января 1961 в горах Эскамбрай контрреволюционеры похитили и убили альфабетизатора Конрадо Бенитеса Гарсию и двух его учеников. В ответ на убийство Бенитеса были созданы новые бригады альфабетизаторов, носившие его имя, в которых спустя несколько месяцев состояло уже 94 тысячи человек. Также уже в конце кампании группировка «Антикоммунистическое католическое объединённое движение» в провинции Лас-Вильяс похитила и убила 16-летнего альфабетизатора Мануэля Аскунсе Доменеча и его ученика, крестьянина Педро Лагутина Ортегу.
К концу августа 1961 года в стране было выявлено 985 329 неграмотных, из них обучалось около 700 тысяч. Обучение в среднем занимало три месяца, после чего обучившиеся убеждали учиться грамоте тех, кто ещё не включился в кампанию. В сентябре были созданы рабочие бригады альфабетизаторов  «Родина или смерть!» (исп. ¡Patria o muerte!). Всего в кампании приняло участие около 300 тысяч альфабетизаторов, различную помощь им оказывало свыше миллиона человек.
Первой территорией, провозглашённой свободной от неграмотности, стал в начале ноября город Мелена-дель-Сур. 22 декабря на митинге в Гаване Фидель Кастро провозгласил Кубу первой латиноамериканской страной, свободной от неграмотности. Из 979 207 взрослых неграмотных было обучено 707 212 человек, таким образом доля неграмотных на Кубе снизилась до 3,9 % (в основном это были гаитяне, не владевшие испанским языком, а также старики и душевнобольные).

## Партизанская война после победы революции (1959—1966 годы)
Падение режима Батисты привело к началу партизанской войны, но уже против Кастро. Вооружённое сопротивление продолжали военные сторонники Батисты, первым из которых считается капрал Луис Лара Креспо. С определенного момента конфликт поддерживали США, а движущей силой были кубинские эмигранты, обосновавшиеся во Флориде. В середине 1960 года возник крупный очаг сопротивления в горном массиве Эскамбрай, где к сентябрю 1962 года действовали 79 боевых отрядов под названием «Армия национального освобождения» (около 1600 бойцов). Основу повстанческого движения составили крестьяне, недовольные аграрной политикой Кастро — экспроприациями и коллективизацией, диктатом новой администрации, вмешательством государства в традиционный крестьянский уклад (такую политику проводило правительственное агентство INRA — Национальный институт аграрной реформы, особенно провинциальное управление Лас-Вильяс во главе с Феликсом Торресом). Социально и мировоззренчески движение уходило корнями в традицию крестьянского повстанчества alzados XIX века.
Многие лидеры и повстанческие командиры — Элой Гутьеррес Менойо, Уильям Морган, Освальдо Рамирес, Порфирио Рамирес, Эдель Монтьель, Плинио Прието, Эусебио Пеньяльвер, Сойла Агила Альмейда и другие — ранее были активными участниками революции, часто командирами Второго национального фронта (с другой стороны, такие активные повстанцы, как Томас Сан-Хиль, Хулио Эмилио Карретеро, Чеито Леон, Локо Лопес изначально были противниками Кастро; уходили в повстанчество и аполитичные прежде люди, как Маргарито Ланса Флорес). Кроме того, совершались вооруженные диверсии — поджог супермаркета «Эль Энканто» и взрыв 4 марта 1960 года в порту Гаваны французского корабля «Ля Кувр» с грузом оружия. Вооруженное сопротивление было полностью подавлено на Кубе только в 1966 году.
На подавление восстания были брошены в общей сложности 250—300 тысяч военных и ополченцев-milicias под командованием таких командиров революционной армии, как Хуан Альмейда Боске, Рауль Томассевич, Лисардо Проенса Санчес, Мануэль Пити Фахардо, Виктор Дреке, Луис Фелипе Денис. Наряду с армией и полицией, важную роль в подавлении играло МВД во главе с Рамиро Вальдесом и Мануэлем Пиньейро. Личное участие принимал сам Фидель Кастро. Тем не менее, «Борьба с бандитами» продолжалась дольше, чем война против режима Батисты. Больших усилий кубинской госбезопасности потребовало и ликвидация городских подпольных организаций — MRR, MRP, M-30-N.

## Международная реакция

### Признание за рубежом
Дипломатическая реакция в мире на события кубинской революции была следующей:

| Государство                                  | Дата             |
| -------------------------------------------- | ---------------- |
| Соединённые Штаты Америки                    | 7 января 1959    |
| Великобритания                               | 7 января 1959    |
| Франция                                      | 7 января 1959    |
| Бельгия                                      | 7 января 1959    |
| Канада                                       | 8 января 1959    |
| Советский Союз                               | 10 января 1959   |
| Чехословацкая Социалистическая Республика    | 17 мая 1960      |
| Польская Народная Республика                 | 15 июня 1960     |
| Корейская Народно-Демократическая Республика | 29 августа 1960  |
| Китайская Народная Республика                | 28 сентября 1960 |
| Народная Республика Болгария                 | 8 октября 1960   |
| Социалистическая Республика Румыния          | 26 октября 1960  |
| Демократическая Республика Вьетнам           | 2 декабря 1960   |
| МНР                                          | 7 декабря 1960   |
| Народная Социалистическая Республика Албания | 15 декабря 1960  |
| ВНР                                          | 18 декабря 1960  |

| Государство               | Государство  | Дата            |
| ------------------------- | ------------ | --------------- |
| Доминиканская Республика  | ❌           | 6 февраля 1959  |
| Гаити                     | оранжевый ❌ | 8 мая 1959      |
| Гватемала                 | ❌           | 29 апреля 1960  |
| Никарагуа                 | оранжевый ❌ | 1 июня 1960     |
| Парагвай                  | оранжевый ❌ | 5 декабря 1960  |
| Перу                      | ❌           | 29 декабря 1960 |
| Соединённые Штаты Америки | ❌           | 3 января 1961   |
| Сальвадор                 | ❌           | 1 марта 1961    |
| Гондурас                  | оранжевый ❌ | 24 апреля 1961  |

## Важнейшие деятели Революции
- Фидель Кастро
- Эрнесто Че Гевара
- Рауль Кастро
- Камило Сьенфуэгос — команданте, друг Че Гевары и Кастро, один из главных в повстанческой армии.
- Алейда Марч — активная участница Революции, будущая жена Че Гевары.

Победа Кубинской революции на реверсе 1 песо 1969 и 1995. Фидель Кастро на захваченном американском танке «Шерман» въезжает в Гавану.
Реверс боны 1 песо 1969 г.
Реверс боны 1 песо 1995 г.

## Празднование
Дата 1 января отмечается на Кубе как праздник «Триумф революции».
Как отмечал Фидель Кастро в 2010 году: 
Заслугу Кубинской революции можно измерить тем фактом, что такая маленькая страна смогла сопротивляться столько времени враждебной политике и преступным мерам, принятым против нашей страны самой могущественной империей из всех существовавших в истории человечества, которая, привыкнув обращаться по своему усмотрению со странами полушария, недооценила маленькую страну, зависимую и бедную, находившуюся в нескольких морских милях от её берегов. Это никогда не было бы возможно без достоинства и этики, которые всегда характеризовали политические акции Кубы, преследуемой отвратительной ложью и клеветой. Вместе с этикой выковывались культура и сознательность, сделавшие возможным этот подвиг – сопротивляться более 50 лет. То была не личная заслуга её лидеров, но, главным образом, заслуга её народа.

## Отражение в культуре и искусстве
События и участники Кубинской революции отражены в культуре и искусстве Кубы и других стран мира.
- Кубинская новелла (1962) — фильм;
- Я — Куба (1964) — фильм;
- Крёстный отец 2 (1974) — в фильме показана в том числе история падения режима Батисты на Кубе[88], а сам Батиста является одним из второстепенных героев;
- Guerrilla War (1987) — видеоигра, по сюжету которой два солдата сражаются с армией местного диктатора на карибском острове;
- Пока не наступит ночь (1992) — автобиография кубинского поэта Рейнальдо Аренаса и фильм, снятый по ней; автор рассказывает о преследовании гомосексуалов правительством Кастро[89];
- «Gesta Final» («Последний подвиг») — кубинская компьютерная игра о событиях кубинской революции;
- Грязные танцы 2: Гаванские ночи (2004) — действие фильма разворачивается в последние недели правления Батисты;
- Че (2008) — биографический фильм в двух частях о Че Геваре, показывающий его роль в революции;
- Потерянный город (фильм) (2005) — фильм о событиях до и после революции.

Почтовые марки
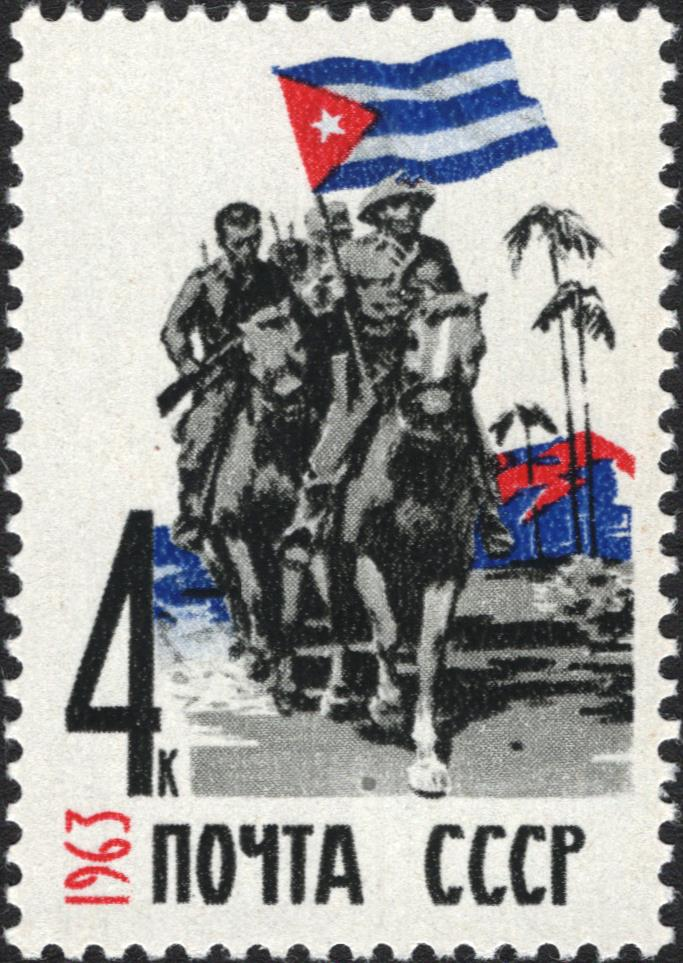
Почтовая марка 1963 год. Победа Кубинской революции
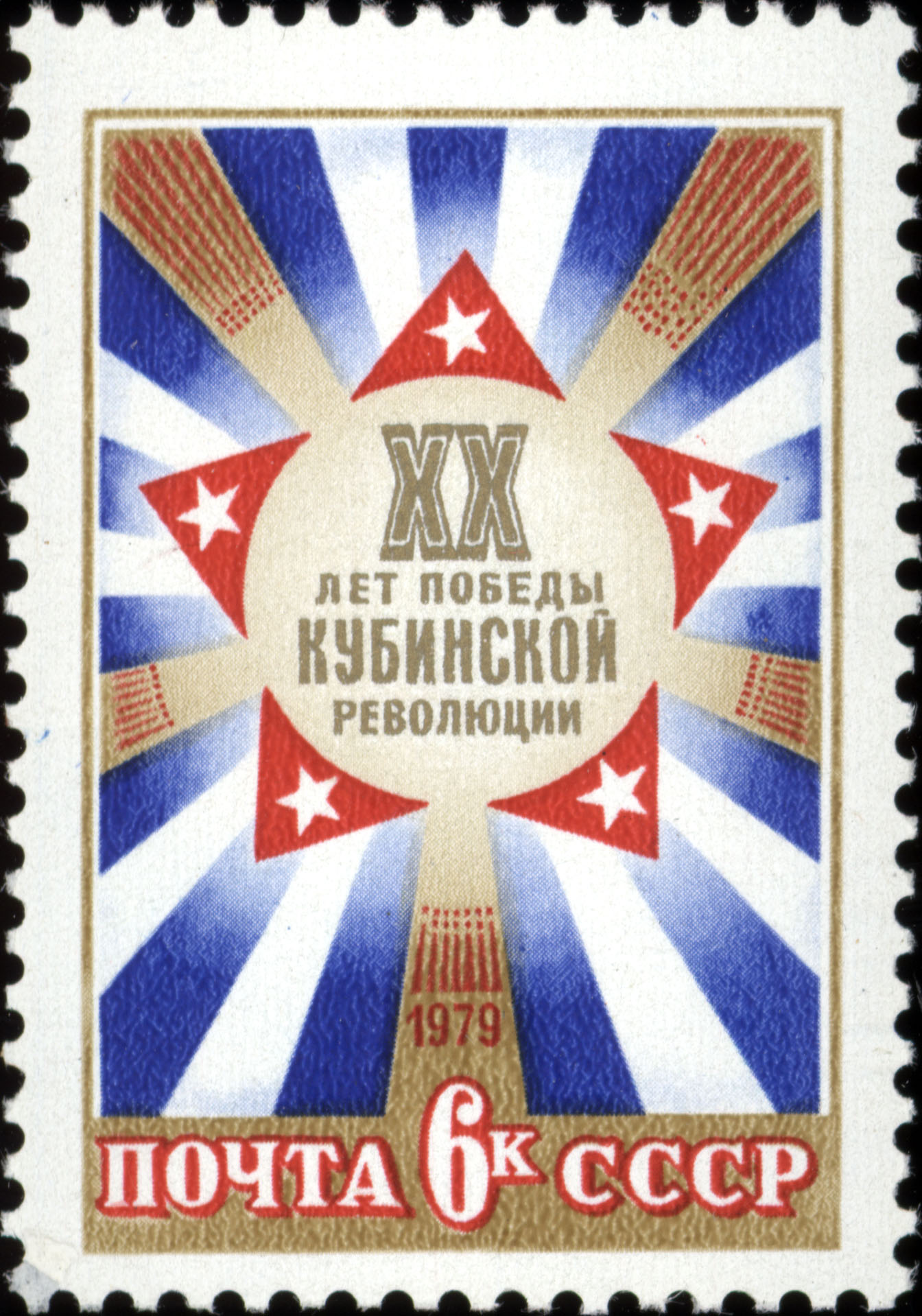
Почтовая марка 1978 год. Победа Кубинской революции. 20 лет
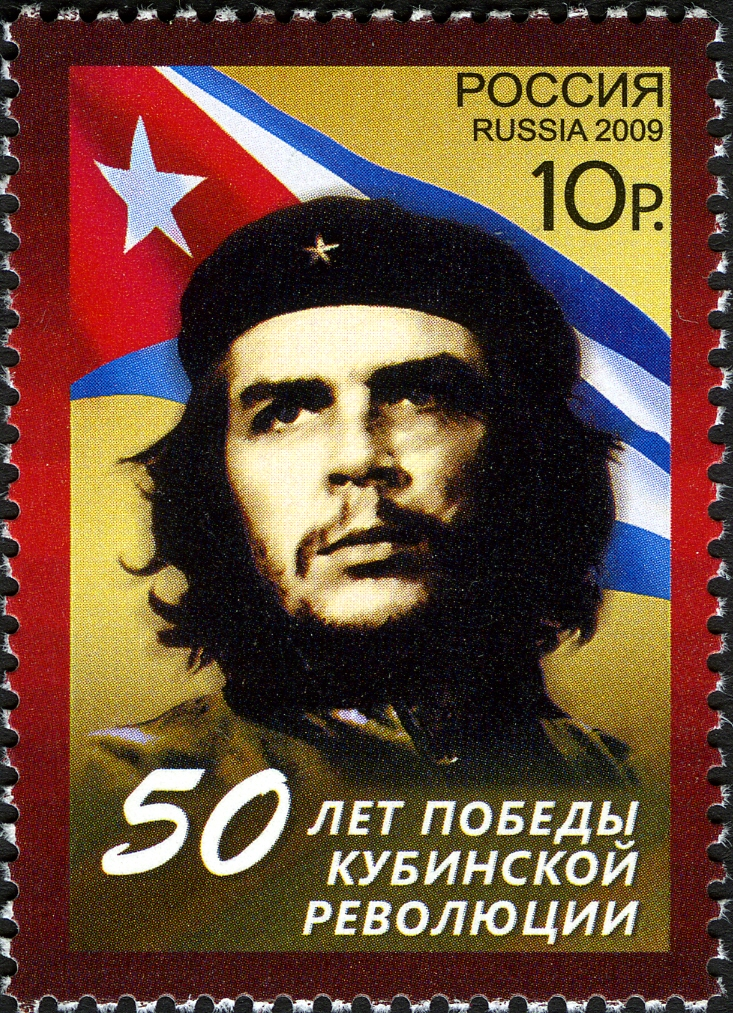
Почтовая марка России, 2009 год